# Haaslava (plaats)
Haaslava (Duits: Haselau) is een plaats in de Estlandse gemeente Kastre, provincie Tartumaa. De plaats heeft de status van dorp (Estisch: küla).
Het dorp behoorde tot in oktober 2017 tot de gemeente Haaslava. In die maand ging Haaslava op in de nieuwe fusiegemeente Kastre.
Bij Haaslava komt de rivier Mõra uit in de rivier Emajõgi.

## Bevolking
Het aantal inwoners groeit gestaag, zoals blijkt uit het volgende staatje:
| Jaar            | 2000 | 2011 | 2017 | 2019 | 2020 | 2021 |
| --------------- | ---- | ---- | ---- | ---- | ---- | ---- |
| Aantal inwoners | 96   | 212  | 324  | 458  | 563  | 711  |

## Geschiedenis
Het landgoed Haaslava bestond al in  de 14e eeuw. De naam komt van de familie die het landgoed toen in bezit had, Hasselow of Hazelouwe. In 1638 werd ook een dorp Haszelaw genoemd. Nog in de 14e eeuw verdeelden twee broers Hasselow het landgoed onder elkaar. Zo ontstonden twee landgoederen, Haaslava en Uniküla. Het tweede werd ook wel landgoed van Hilja (Estisch: Hilja mõis) genoemd. Tijdens de regering van Stefanus Báthory (1566-1586) kwamen de beide landgoederen weer in één hand.  Een latere eigenaar was de Zweedse staatsman Johan Skytte.
In 1704 gaf tsaar Peter I van Rusland, die zojuist Tartu en het omringende gebied had veroverd, het landgoed Haaslava aan zijn maarschalk Boris Sjeremetev. Het landgoed bleef in handen van de familie Sjeremetev tot het in 1919 door het onafhankelijk geworden Estland werd onteigend. De laatste eigenaar was Sergej Sjeremetev.
Haaslava kreeg in 1977 officieel de status van dorp.
Het landhuis bij het landgoed is niet bewaard gebleven.

## Foto's

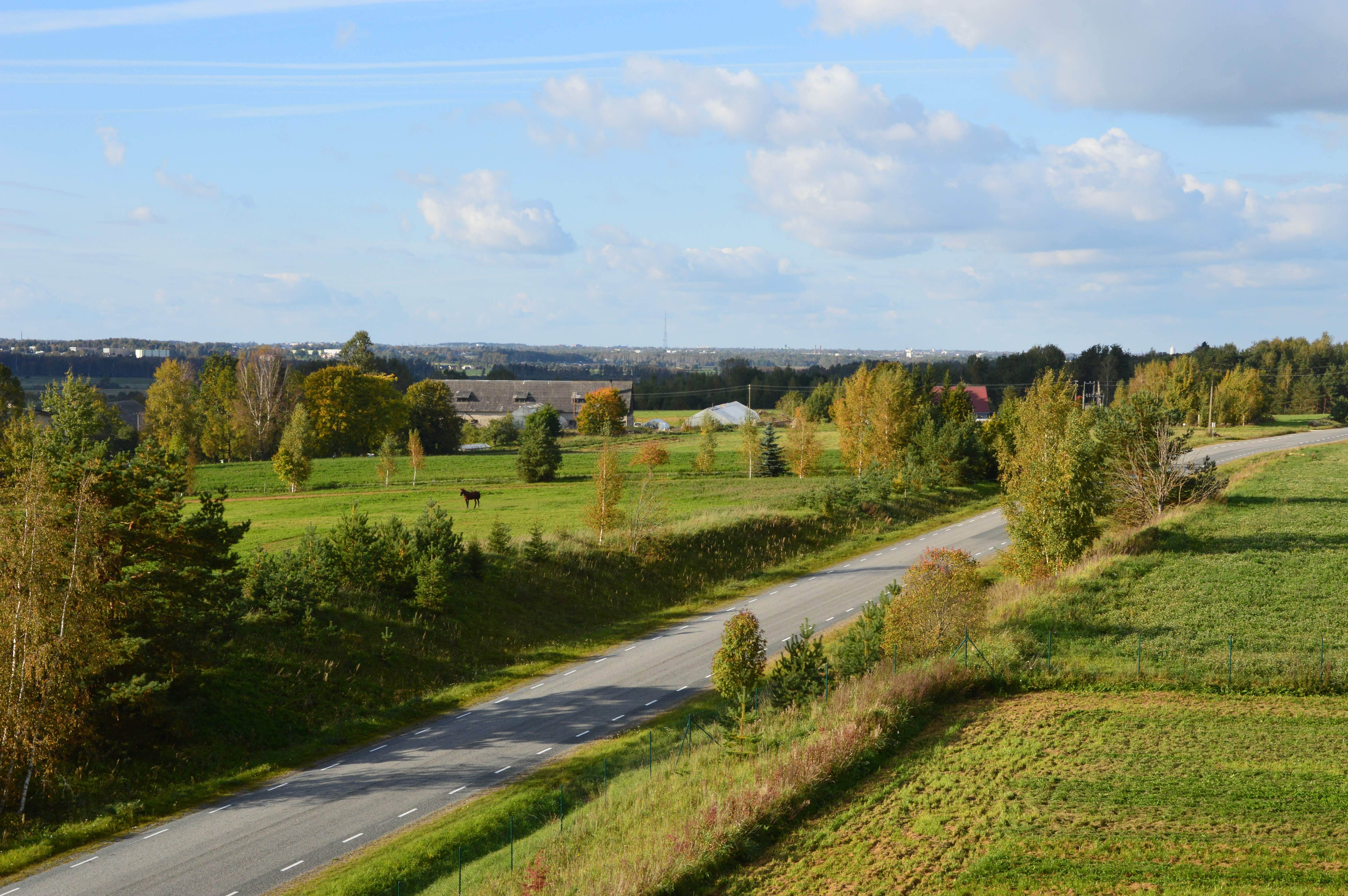
De weg tussen Haaslava en Vana-Kuuste
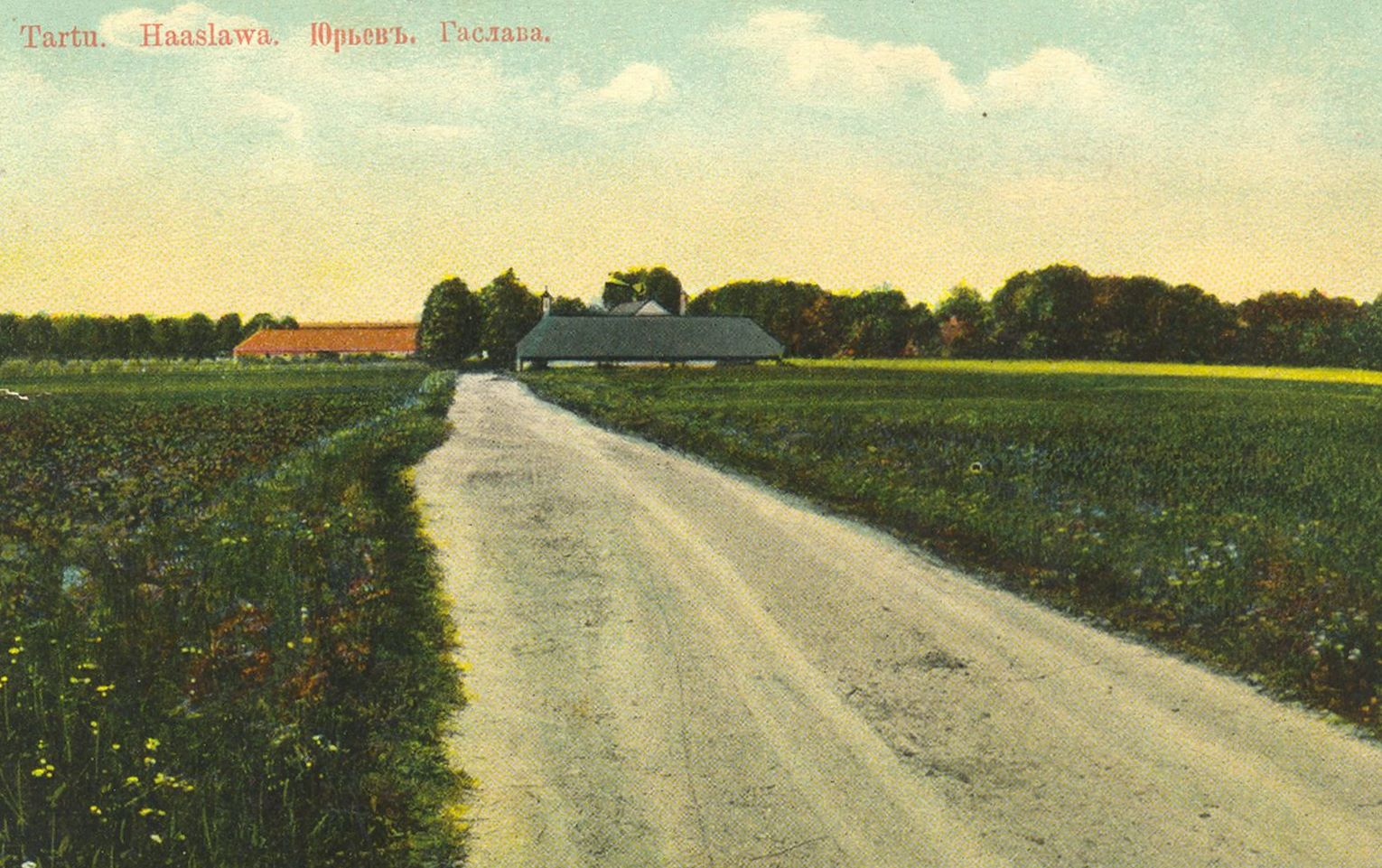
Het landhuis van Haaslava op een oude ansichtkaart
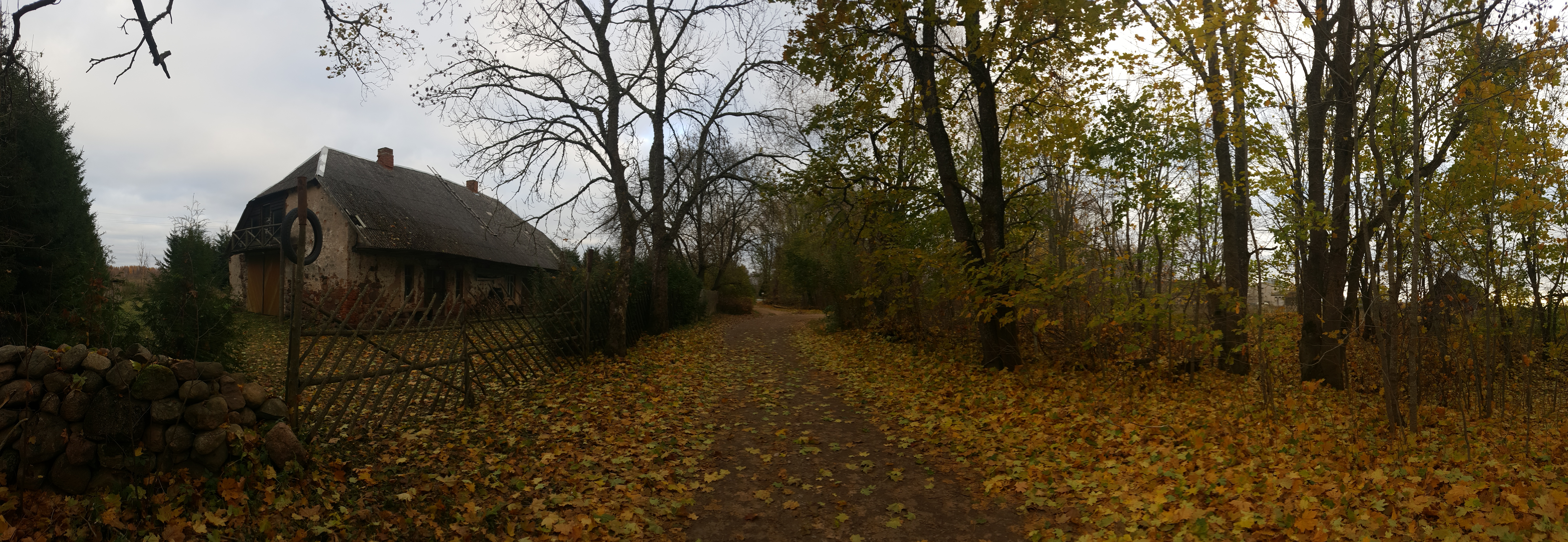
De plaats waar het landhuis heeft gestaan in 2017